# Nova Subocka
Nova Subocka je naselje u Republici Hrvatskoj u Sisačko-moslavačkoj županiji, u sastavu grada Novske.

## Zemljopis
Nova Subocka se nalazi zapadno od Novske, susjedna naselja su Lipovljani na zapadu, Stara Subocka na jugu te Brestača na istoku.

## Stanovništvo
Prema popisu stanovništva iz 2011. godine Nova Subocka je imala 713 stanovnika.
| broj stanovnika |       |       |       | 203   |       | 362   | 418   | 445   | 507   | 511   | 508   | 545   | 536   | 595   | 689   | 713   | 570   |
|                 | 1857. | 1869. | 1880. | 1890. | 1900. | 1910. | 1921. | 1931. | 1948. | 1953. | 1961. | 1971. | 1981. | 1991. | 2001. | 2011. | 2021. |